# Gynoplistia ofarrelli
Gynoplistia ofarrelli är en tvåvingeart som beskrevs av Günther Theischinger 1993. Gynoplistia ofarrelli ingår i släktet Gynoplistia och familjen småharkrankar. Inga underarter finns listade i Catalogue of Life.